# 1881 en musique
| \| • Retour à la chronologie générale de la musique populaire • \| |
| XXIe siècle • XXe siècle • XIXe siècle • XVIIIe siècle XVIIe siècle • XVIe siècle • XVe siècle • XIVe siècle XIIIe siècle • XIIe siècle • XIe siècle • Xe siècle IXe siècle • VIIIe siècle • Haut Moyen Âge • Rome • Grèce |
| • Retour à la chronologie générale de la musique populaire • |

| • Retour à la chronologie générale de la musique populaire • |

| Années de la musique populaire : 1878 - 1879 - 1880 - 1881 - 1882 - 1883 - 1884    |
| Décennies de la musique populaire : 1850 - 1860 - 1870 - 1880 - 1890 - 1900 - 1910 |

## Événements
- novembre : 
  - Création du cabaret Le Chat noir à Paris (Montmartre) par Rodolphe Salis.
  - Dernier numéro de la revue française La Chanson, consacrée aux goguettes et aux chansonniers.
- Romain Bigot invente le bigophone (brevet déposé le 11 décembre 1900).
- Silverio Franconetti ouvre à Séville le premier café chantant consacré au seul flamenco.
- Tous les régiments écossais de la British Army doivent utiliser la chanson populaire écossaise Highland Laddie (aussi connue sous le titre de Hielan' Laddie) en tant que marche régimentaire.
- Chanson La Marseillaise anticléricale, paroles de Léo Taxil, qui réutilise la forme et l'air de La Marseillaise.

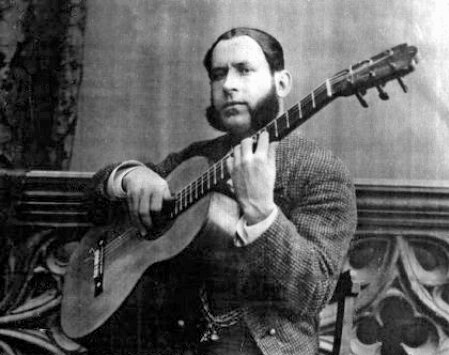
Silverio Franconetti

- Charles E. Pratt publie aux États-Unis, sous les pseudonymes H.J. Fuller et J.T. Wood, une partition musicale pour la chanson écossaise My Bonnie Lies over the Ocean sous le titre Bring Back My Bonnie to Me[1].

## Naissances
- 13 mars : Louis Chauvin, musicien américain de ragtime († 26 mars 1908).
- 18 mars : Violet Alford, musicologue et folkloriste britannique, spécialiste des danses et musiques folkloriques basque et anglaises, morte en 1972.
- 23 mars : Axel Christensen, pianiste et compositeur américain de musique ragtime († 17 août 1955).
- 2 mai : Charlesky, chanteur français de tyroliennes et artiste de café concert, mort en 1960.
- 29 juin : Curt Sachs, ethnomusicologue et historien de la musique autrichien, qui a conçu avec Erich von Hornbostel le système Hornbostel-Sachs pour la classification des instruments de musique, mort en 1959.
- 4 novembre : Gaby Deslys, chanteuse française, artiste de music-hall, morte en 1920.
- 20 novembre : Arthur Marshall, compositeur de ragtime afro-américain († 18 août 1968).
- Date précise non connue :
  - Abe Schwartz (en), musicien klezmer, né en Roumanie et installé aux États-Unis († 1963).

## Décès
- 6 avril : José María Iparraguirre, poète, bertsolari et musicien basque, né en 1820.